# Квятковский, Василий Александрович
Васи́лий Алекса́ндрович Квятко́вский (пол. Wasilij Aleksandrowich Kwiatkowski; 23 декабря 1900, Сестрорецк, Санкт-Петербургская губерния — 14 марта 1974, Ленинград) — советский военачальник, генерал-майор инженерных войск.

## Прохождение службы
- 1932 г. помощник начальника инженеров участка оборонительных работ Мозырского укрепленного района БВО
- 1935 г. начальник инженерной службы 52-й стрелковой дивизии
- 1937 г. начальник военно-строительного отдела БВО (г. Смоленск)
- 1940 г. начальник 2-го управления военно-оборонительных работ ЗакВО в г. Ленинакан
- 1941 г. начальник 93-го управления военного строительства ПрибОВО
- 1941 г. заместитель начальника инженерных войск Северо-Западного фронта, одновременно начальник 2-го управления военно-полевого строительства этого же фронта
- с 1 января по 18 февраля 1942 г. и. о. командующего 2-й саперной армией
- март 1942 г. начальник Инженерного управления Московской зоны обороны
- 1943 г. начальник отдела штаба, одновременно начальник инженерных войск БВО
- январь 1945 г. начальник инженерных войск Бел.-Лит. ВО
- июль 1945 г. начальник инженерных войск Минского ВО
- август 1945 г. начальник инженерных войск, одновременно заместитель командующего 5-й армией
- 1946 г. начальник инженерных войск 39-й армии ЗабВО
- 1947 г. начальник штаба инженерных войск Главкома войск Дальнего Востока
- 1951 г. главный инженер Управления сводного планирования и контроля за выполнением плана капитального строительства МО СССР
- 1952 г. начальник Управления строительства зданий и сооружений Центрального управления капитального аэродромного строительства ВВС
- 1953 г. помощник командующего войсками СевВО но строительству и расквартированию войск

## Награды
- Два ордена Ленина (21.02.1945)[1]
- Орден Октябрьской Революции
- Два ордена Красного Знамени (3.11.1944, 15.11.1950))
- Два ордена Красной Звезды (16.08.1936, 18.09.1943)
- Орден «Знак Почёта» (21.02.1942)
- Медаль «За трудовую доблесть»
- Медаль «За оборону Москвы»
- Ряд других медалей СССР[2].

## Семья
Дети: Эльвира, Клара, Тамара, Наталья.
Внуки: Анна, Ирина, Елизавета, Надежда, Александр, Елена.
Жёны: Надежда Ивановна Фрейтаг, Лина Романовна Белова.